# Thiên hoàng Go-Sakuramachi
Thiên hoàng Hậu Anh Đinh (後桜町天皇 (Hậu Anh Đinh Thiên hoàng)/ ごさくらまちてんのう Go-Sakuramachi-Tenno, 3 tháng 9, 1740 – 24 tháng 12, 1813) là Thiên hoàng thứ 117 của Nhật Bản theo danh sách kế thừa truyền thống.
Triều Hậu Anh Đinh kéo dài từ năm 1762 đến năm 1771.
Trong lịch sử của Nhật Bản, Hậu Anh Đinh là người cuối cùng trong tám phụ nữ đảm nhận vai trò là Thiên hoàng. Bảy vị nữ hoàng đã trị vì trước Hậu Anh Đinh là Thiên hoàng Suiko, Thiên hoàng Kōgyoku (Saimei), Thiên hoàng Jitō, Thiên hoàng Gemmei, Thiên hoàng Genshō, Thiên hoàng Kōken (Shotoku), và Thiên hoàng Meishō.

## Phả hệ
Trước khi lên ngôi, tên cá nhân của bà (imina) là Toshiko (智子 ?); và danh hiệu trước khi lên ngôi vua ban đầu của bà là Isa-no-miya (以茶宮 ?) và sau Ake-no-miya (緋宮).
Bà là con gái trưởng của Thiên hoàng Sakuramachi với Hoàng hậu Nijo Ieko, đồng thời là chị gái cùng cha khác mẹ của Thiên hoàng Momozono. Do chị gái cả là Nội Thân vương Sakariko (được cha dự định cho kế ngôi) chết trẻ, nên người em là Thân vương Toohito đã lên ngôi và có hiệu là Thiên hoàng Momozono. Mẹ bà và người em họ vừa lên ngôi Thiên hoàng (Momozono) là con cháu dòng trực hệ cuối cùng của Thiên hoàng Nakamikado.

## Lên ngôi Thiên hoàng
Ngày 15 tháng 9 năm 1762, Thiên hoàng Momozono thoái vị và chị gái cùng cha khác mẹ là Toshiko lên ngôi, hiệu là Thiên hoàng Go-Sakuramachi.
Năm 1763, hiệp hội thương gia làm nhân sâm của Triều Tiên được thành lập tại quận Kanda của thành phố Edo.
Năm 1765, Thiên hoàng ban hành đồng tiền Meiwa.
Năm 1766, chính biến Meiwa: một samurai là Fujii Naoaki Yoshitarō (藤井直明吉太郎) liên kết với một nhà nghiên cứu quân sự Nhật là Yamagata Daini tiến hành các hoạt động chống Mạc phủ, khôi phục quyền lực cho Thiên hoàng. Riêng Yamagata công khai chỉ trích chế độ Tokugawa trong một cuốn sách được xuất bản. Tuy nhiên, những hoạt động này bị Mạc phủ phát giác và họ đem quân đàn áp dã man. Chính quyền Mạc phủ vu cáo họ có âm mưu để gắn kết một cuộc nổi dậy chống lại Mạc phủ, khôi phục việc Thiên hoàng là người có quyền tối cao trên toàn cõi đất nước Nhật Bản. Những người cầm đầu bị xét xử và tổng giám ngục, riêng Yamagata bị chính quyền xử tử không cần xét xử. Các môn đệ của Yamagata đều bị liên lụy, một số lớn bị lưu đày ở nơi xa xôi.
Năm 1770, một cơn bão quét qua tòa lâu đài ở Kyoto vừa xây xong.
Ngày 09 Tháng 1 năm 1771, bà thoái vị ủng hộ cháu trai lên ngôi, hiệu là Thiên hoàng Go-Momozono.

### Kugyō
- Tả đại thần
- Hữu đại thần
- Nội đại thần
- Đại nạp ngôn

### Niên hiệu
- Hōreki (1751-1764)
- Meiwa (1764-1772)